# الدوري التونسي لكرة اليد 1961–62
الدوري التونسي لكرة اليد 1961-1962 هو الدورة 7 من الدوري التونسي لكرة اليد للرجال. شارك فيها 9 فريقا.

فاز بهذا الموسم جمعية البريد والبرق والهاتف الرياضية، وجاء ثانيا الترجي الرياضي التونسي.

## روابط خارجية
- الموقع الرسمي للجامعة التونسية لكرة اليد.